# Pilea serpyllifolia
Pilea serpyllifolia là loài thực vật có hoa trong họ Tầm ma. Loài này được (Poir.) Wedd. miêu tả khoa học đầu tiên năm 1869.